# Catherine Mareschal
Catherine Mareschal, morte à Tours en 1532, est brûlée vive pour hérésie car elle est protestante. Elle est désignée première femme martyre à Tours par le pasteur Armand Dupin de Saint-André.

## Biographie
Selon les minutes notariales, Catherine Mareschal appartenait à la haute-bourgeoisie tourangelle. Elle serait la veuve d'un nommé Galle décédé en 1526 ou 1527, brodeur de la reine puis du dauphin et mère de quatre enfants :  
- Une fille Renée, épouse d'un nommé René Lejeune, écuyer, sieur du Moullinet, receveur des Tailles à Saumur[2],[3].
- Un fils Jehan, procureur au Châtelet de Paris[4].
- Un fils nommé également Jehan (le jeune) avocat au Siège royal de Tours[5].
- Un fils prénommé François[6].

Catherine a également un frère et une sœur
- Colette, épouse de Philippe Quartier, marchand à Tours[7].
- Jehan, marchand en l'argenterie du roi[8].

Les Archives départementales d'Indre-et-Loire, disposent sous la cote H506 les archives de l'Abbaye de Saint-Julien constituées de chartes numérotées. Celles relatives à Catherine Mareschal sont numérotées de 14 à 25 et indiquent clairement que cette dernière est brûlée en plein fief de l'abbaye après condamnation par l’official de Saint-Julien. L'abbaye possède à l'époque les droits de haute justice sur les habitants de la ville de Tours.
Les biens de Catherine Mareschal sont confisqués et réclamés par le roi François 1er contre l'Abbé de Saint-Julien. Les gendres de Catherine contestent la confiscation des biens et un procès s'ensuit qui assure la notoriété de Catherine Mareschal.

## Hommages
Sur le mur ouest du temple de l’Église protestante réformée, au 32 rue de la Préfecture à Tours une plaque est apposée. Elle fut fixée le 6 novembre 1932 à l'initiative du pasteur Louis Dupin de Saint-André, fils du pasteur Armand Dupin de Saint-André qui évoque Catherine Maréchal dans son ouvrage Histoire du protestantisme en Touraine. La plaque porte l'inscription : « A la mémoire de Catherine Maréchal 1re martyre de cette paroisse brûlée vive en 1532 ».

### Ouvrages
- Idelette Ardouin-Weiss, « Qui était Catherine Maréchal brûlée vive à Tours en 1532 pour crime d'hérésie ? », Cahier du centre de généalogie protestante, Société de l'histoire du protestantisme français,‎ 4e trimestre 2018, p. 144-146 (lire en ligne).
- Idelette Ardouin-Weiss et undefined, Protestants en Touraine (Les), Centre Généalogique de Touraine, 1994 (lire en ligne)
- Armand Dupin de Saint-André, Histoire du protestantisme en Touraine, Paris, Grassart - Fischbarrer, 1885, 306 p. (lire en ligne).